# Lessingstraße 11a (Mönchengladbach)

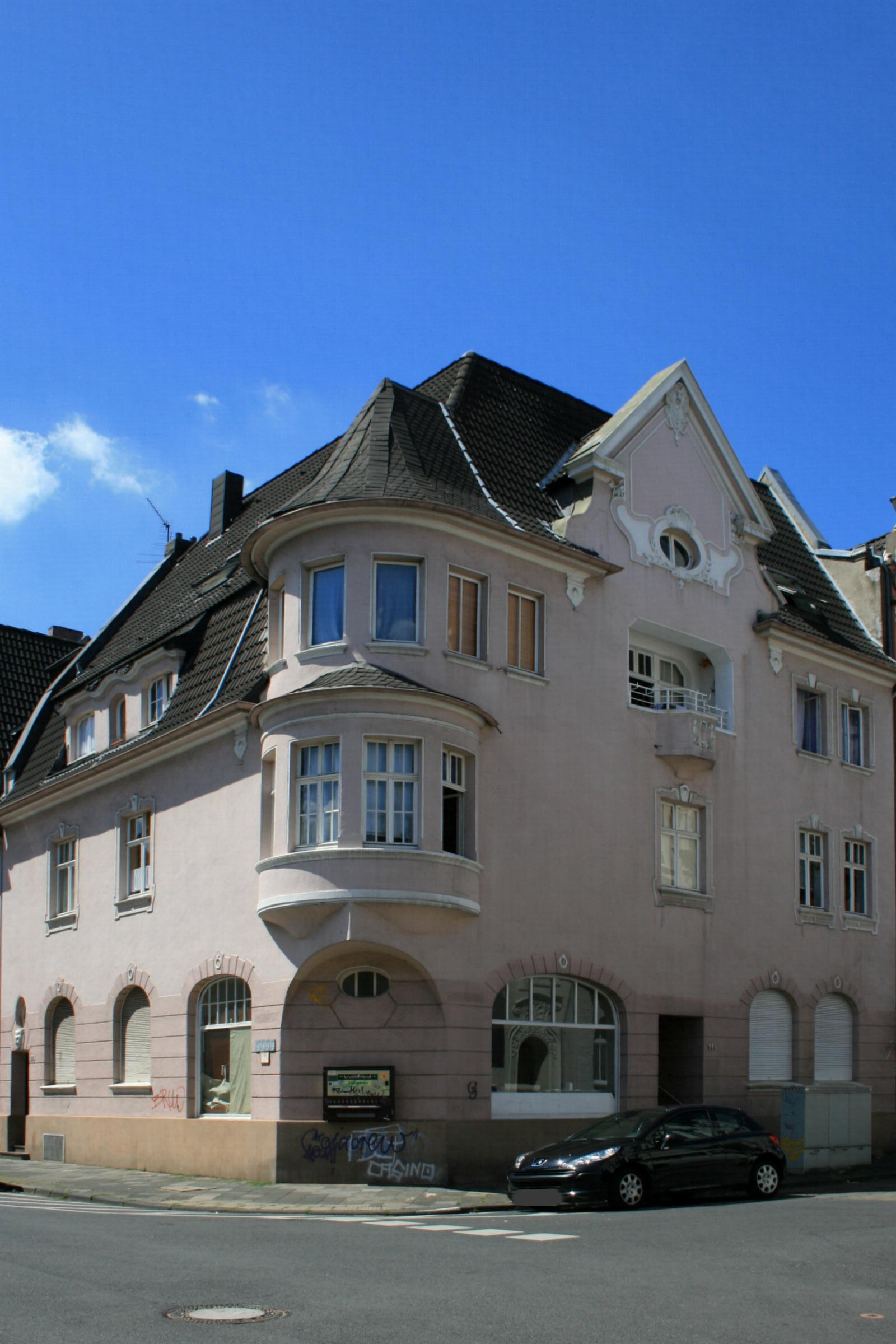
Wohngeschäftshaus (2010)

Das Wohngeschäftshaus Lessingstraße 11a befindet sich in Mönchengladbach (Nordrhein-Westfalen).
Das Gebäude wurde um die Jahrhundertwende 19./20. Jahrhundert erbaut. Es wurde unter Nr. L 008 am 4. Dezember 1984 in die Denkmalliste der Stadt Mönchengladbach eingetragen.

## Architektur
Das Objekt ist ein Eckgebäude an der Ecke Goethe-/Lessingstraße. Innerhalb der vorhandenen vier historischen Ecklösungen bietet das Gebäude eine besondere Variante. Das Gebäude Lessingstraße 11a gehört als Einheit zu Goethestraße 17b und trägt in einer romantisierenden Form mit mächtigem Krüppelwalmdach den Erfordernissen der Ecklösung Rechnung.
Die Ecke ist betont durch eine erkerförmige Rundform des ersten Obergeschosses, der sich gestaffelt auch in den Dachbereich fortsetzt und durch eine Kegelstumpfform mit Schieferdeckung gekrönt ist. Das Haus wurde nach der Jahrhundertwende erbaut.